# Ranunculus cicutarius
Ranunculus cicutarius är en ranunkelväxtart som beskrevs av Schlecht.. Ranunculus cicutarius ingår i släktet ranunkler, och familjen ranunkelväxter. Inga underarter finns listade i Catalogue of Life.